# Edward Robinson
Edward Robinson (1794 –  1863) fue un biblista estadounidense conocido por su obra maestra, Biblical Reaserches in Palestine (Investigaciones bíblicas en Palestina), el primer trabajo importante en Geografía Bíblica y Arqueología Bíblica, que le valió los epítetos de "Padre de la Geografía Bíblica" y "Fundador de la Palestinología Moderna."

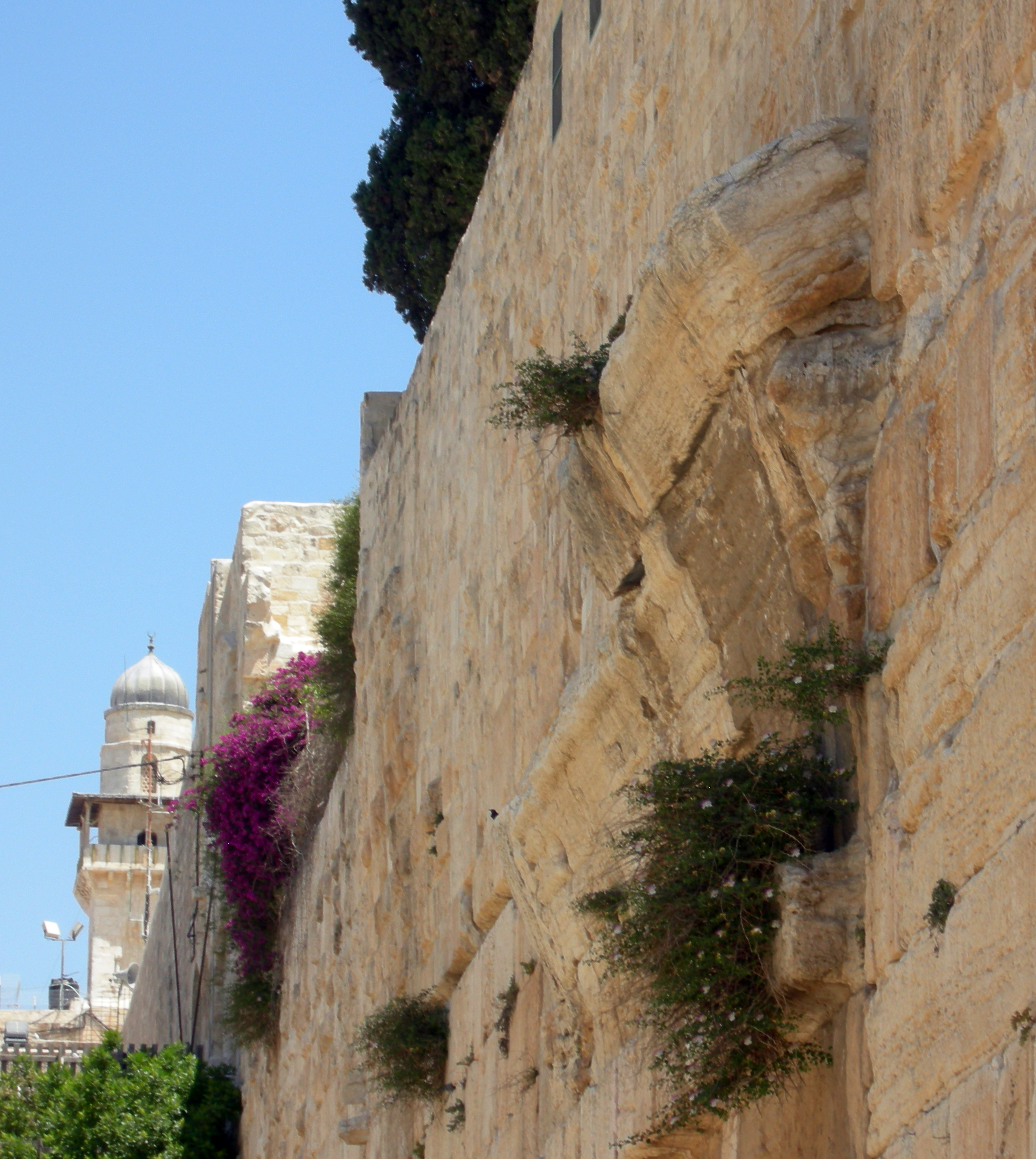
El arco de Robinson, en la esquina sur-oeste del Monte de Templo. Era el soporte para una escalera dirigida hacia el templo.

Robinson identificó varios sitios referidos en la Biblia. Ente sus hallazgos en Jerusalén se incluyen el Túnel de Siloé y el Arco de Robinson que fue nombrado en su honor.